# Бек, Бодог
Бодог Феликс Бек (англ. Bodog Felix Beck; 6 августа 1868, Байя — 1 января 1942, Кингстон, Нью-Йорк) — американский врач венгерского происхождения, специалист по апитерапии, даже называемый её «отцом» в США. Его труды по ней переиздавались, а сам он получил в этой области всеобщее признание. Главный труд «Bee venom therapy» (1935, переизд. 1981, 1997). Доктор медицины (M.D.).
Степень по медицине получил в Будапештском университете (1892).
По некоторым данным, служил в Австро-Венгерской армии. Был женат с 1906 года.
Его называют высокообразованным и полиглотом.
К 1899 году жил и работал врачом в США. В 1919 году натурализовался как гражданин.
Его называют «привнёсшим апитерапию в США».
Многие годы работал в больнице Св. Марка и вёл частную практику в Нью-Йорке.
Специализировался на лечении артритных и ревматоидных состояний с использованием пчелиного яда.
С детства был пчеловодом и использовал для лечения пчёл, которых разводил сам, в частности у себя на подоконнике.
Пчёлы и в особенности пчелолечение являлись страстью всей его жизни, центром его исследовательского интереса, он собрал немалую коллекцию как литературы, так и предметов искусства и прочего, им посвящённых.
Видным активистом апитерапии в США станет его ученик Чарльз Мраз.

## Труды
- Bee venom therapy: Bee venom, its nature, and its effect on arthritic and rheumatoid conditions. D. Appleton-Century Company, New York, 1935. (Reprinted as The bible of bee venom therapy &c, Health Resources Press, 1997.)
- Honey and health: A nutrimental, medicinal and historical commentary. Robert M. McBride, New York, 1938.
- Honey and your health: A nutrimental, medicinal & historical commentary. Museum Press, London, 1947. (Revised by Dorée Smedley).